# Ferry Songz
Pour les articles homonymes, voir Songz.
Ferry Songz, de son vrai nom Ayemfegue Christ-Ferry, né le 21 décembre 1996 à Oyem (Gabon), est un chanteur gabonais d'afropop.
Il est surtout connu pour ses singles Pieds dedans, pieds dehors ou encore Mon ex, en collaboration avec le rappeur Didi B du groupe musical ivoirien Kiff No Beat.

## Biographie
Ayemfegue Christ-Ferry est né, le 21 décembre 1996 à Oyem dans le nord du Gabon.
Après des études en gestion administrative et commerciale, il se lance pleinement dans l'afropop,,,,,,,. Il finit ses études en 2023.
En 2019, il sort son premier single intitulé Désolé.
Il signe avec le label français JPF Production.
Il collabore avec Shado Chris pour le morceau Pieds dedans, pieds dehors qui sera un succès, notamment en Côte d'Ivoire.
Il sort ensuite plusieurs autres morceaux comme À zéro, Molo molo, ou encore Mon ex en collaboration avec le rappeur du groupe Kiff No Beat Didi B,. La chanson sera en rotation pendant plusieurs mois sur la chaîne m usi Trace Urban.
En novembre 2020, il collabore avec l’artiste sénégalais Samba Peuzzi sur la chanson Bang bang. Le clip a accumulé près de 300.000 vues sur YouTube en quelques mois,,.
Il entame l’année 2021 avec une collaboration avec le groupe hip-hop ivoirien Kozak sur le morceau Taper poto,.
En 2022, il sort le morceau Nouvelle Vie .
En 2023, il participe à l’émission Et si on se rencontrait… diffusé sur la chaîne M6 et la plateforme de streaming 6Play.

## Discographie

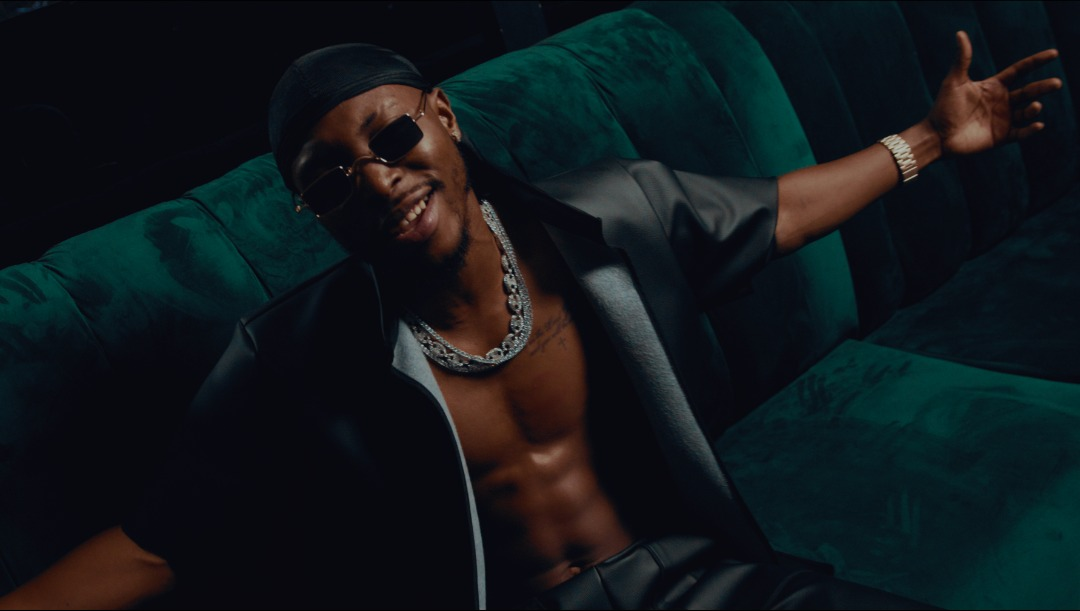
Sur le tournage du clip Nouvelle Vie

### Singles
- Désolé - 2019
- Pied dedans, pied dehors - 2019
- À zéro - 2019
- Molo molo - 2020[23]
- Besoin de toi - 2020
- Mon ex (ft. Didi B) - 2020
- Bang bang[24] (ft. Samba Peuzzi) - 2020
- Taper poto (ft. Kozak) - 2021
- Ça gloss - 2021
- Glosser Na Glosser (ft.Créol) - 2021
- Nouvelle Vie - 2022
- Arrêter de critiquer - 2022[25]
- Dans le panneau - 2023
- Je suis bien - 2023[26]
- Ton heure - 2024
- Kiffance - 2025

## Filmographie
- Et si on se rencontrait épisode 4 : Ferry[27],[28],[22]